# Hypersonika

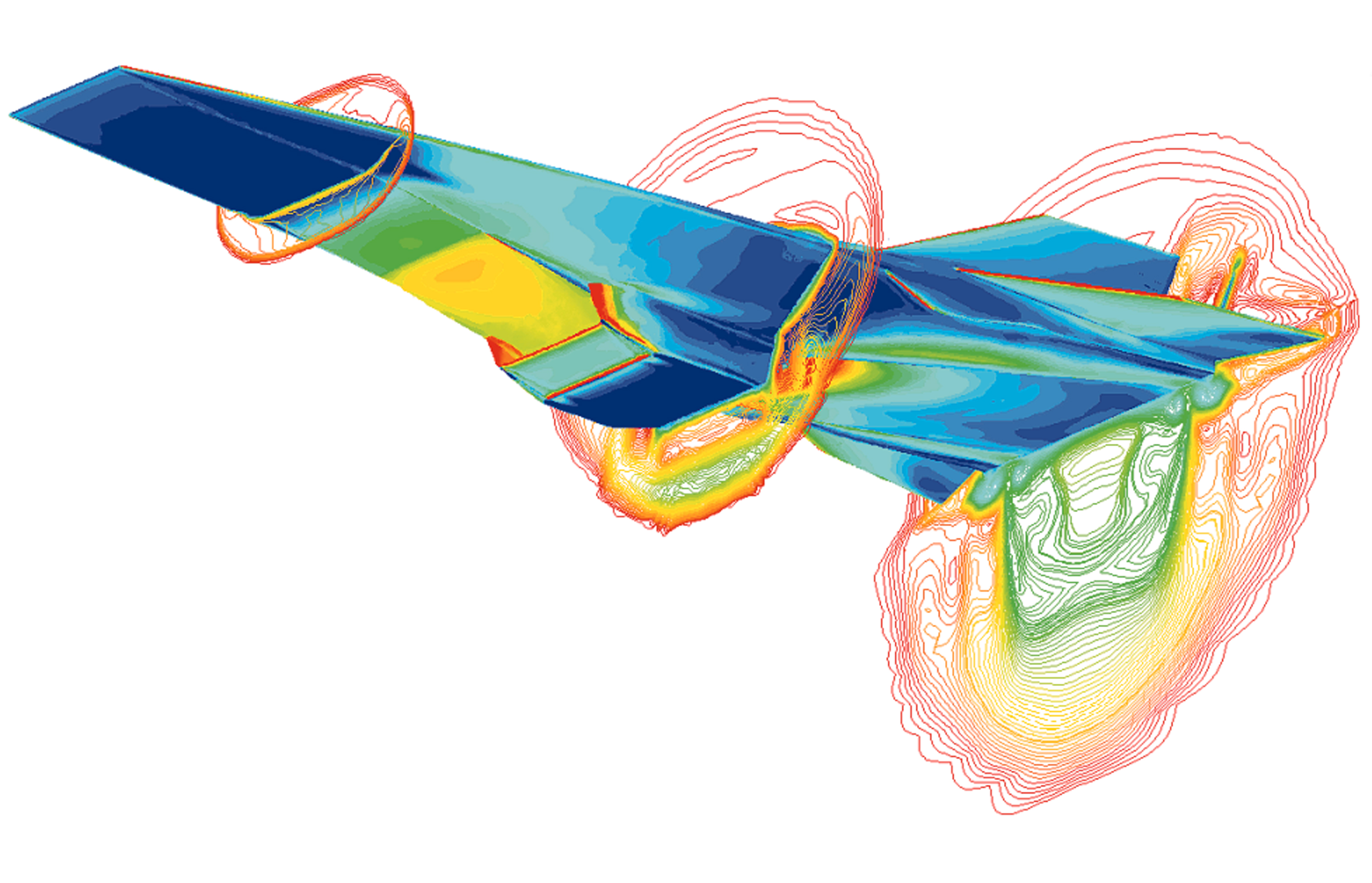
Model proudění (průřez) kolem hypersonického letounku X-43 při rychlosti Mach 7 a tepelné namáhání jeho povrchu. (NASA)

Hypersonika je podobor aerodynamiky zabývající se dynamikou plynů za vysokých nadzvukových rychlostí. Předěl mezi „obyčejnými“ nadzvukovými a hypersonickými rychlostmi není (na rozdíl od předělu mezi rychlostmi podzvukovými a nadzvukovými) ostrý, obvykle je však stanoven na rychlost Mach 5.

## Fyzikální vlastnosti
Za takovýchto a vyšších rychlostí už se vlastnosti vzduchu začínají odlišovat od ideálního plynu a nelze zanedbat efekty vnitřní chemie plynu (disociace, ionizace). Také dochází k nezanedbatelnému ohřevu trupu letounu . Konstrukce efektivních letounů pro takovéto rychlosti je obtížná, i u vysoce specializovaných tvarů (tzv. waveridery) je obtížné dosáhnout teoretické hypersonické klouzavosti (poměr vztlak/odpor) větší než 8, reálně spíše poloviční. Vztlakově efektivní tvary mají ostré náběžné hrany, kde pak však prudce stoupá aerodynamický ohřev.
Klasický náporový motor už nelze za těchto rychlostí použít, je nutno použít buď raketový motor nebo náporový motor se spalováním v nadzvukovém režimu (scramjet), který musí být velmi pečlivě integrován do celkového tvaru letounu.

## Význam
Naprosto zásadní je hypersonická aerodynamika pro návrat kosmických lodí (návrat do atmosféry se děje za rychlostí přes Mach 25 a maximální tepelné namáhaní obvykle probíhá za rychlostí Mach 10 až 15). Několik světových velmocí také vyvíjí a testuje hypersonické zbraně, proti nimž v současnosti neexistuje obrana.
Prozatím jediným pilotovaným hypersonickým strojem (kromě kosmických lodí) je americký raketový letoun X-15.